# António Costa Mascarenhas
António Costa Mascarenhas (n. c. 1610) é um nobre português. Senhor e I Conde de Palma, e prefeito da villas de Castelo de Vide e Trancoso.

## Biografia
Ele é filho de João Mascarenhas (n. c. 1575), Senhor de Palma, e Maria da Costa (n. c. 1575). Nós concedemos o título nobre de Condado de Palma el rei Filipe IV de Espanha em 30 de março de 1624. Casado com Maria de Távora (n. c. 1620), morre sem um sucessor.
Na segunda metade do século XVII, Antonio Mascarenhas, Conde de Palma, teve numerosas terras em todo o hem de Herrera (Sevilha, Espanha).